# Konzil von Ephesos (449)
Das Konzil von Ephesos von 449 war ein Konzil der Alten Kirche, das 449 in Ephesos (Provinz Asia) stattfand. Dabei wurde der Monophysitismus, das heißt die christologische These, Jesus Christus habe nur eine einzige, nämlich göttliche Natur, zum Dogma erklärt. Dies wurde kurz darauf wieder verworfen, weswegen das Konzil von der Reichskirche später nicht als Ökumenisches Konzil anerkannt wurde. Vielmehr ging es unter der polemischen Bezeichnung Räubersynode  beziehungsweise Latrocinium in die Kirchengeschichtsschreibung ein.
Das Konzil wurde von Kaiser Theodosius II. auf Anraten seines Eunuchen Chrysaphios einberufen.  In Ephesus nahm Patriarch Dioskoros von Alexandria die Hilfe von Soldaten und militanten Mönchen in Anspruch, um die Glaubensmeinung des im Jahr zuvor von einer Synode in Konstantinopel exkommunizierten Presbyters Eutyches durchzusetzen und dessen Lehre, den Monophysitismus, zum Durchbruch zu verhelfen. Eutyches wurde vollauf rehabilitiert, dafür wurde Bischof Flavianus von Konstantinopel abgesetzt, misshandelt und in die Verbannung geschickt, wo er am 11. August 449 starb. Dioskoros konnte seinen Presbyter Anatolios zu dessen Nachfolger als Bischof durchsetzen. Der Tomus ad Flavianum von Papst Leo I., in dem der Monophysitismus verurteilt wurde, konnte auf der Synode nicht verlesen werden, seinen Vertretern blieb nur übrig, zu protestieren: Da sie das auf Latein taten, einer Sprache, der die Mehrheit der Synodalen nicht mächtig war, blieb ihr Protest wirkungslos.
Im Weströmischen Reich riefen die Beschlüsse des Konzils einen Sturm der Entrüstung hervor. Papst Leo bezeichnete es als lateinisch latrocinium, Räuberhöhle, worauf der Ausdruck „Räubersynode“ zurückgeht. Nachdem Kaiser Theodosius II. 450 gestorben war, berief sein Nachfolger Markian 451 ein Konzil in Chalkedon ein, welches das vierte Ökumenische Konzil werden sollte. Hier wurden die Beschlüsse von 449 verworfen und die Zwei-Naturen-Lehre zum Dogma erhoben, was schließlich zur Abspaltung der monophysitischen Kirchen von der orthodox-katholischen Kirche führte.